# 1652

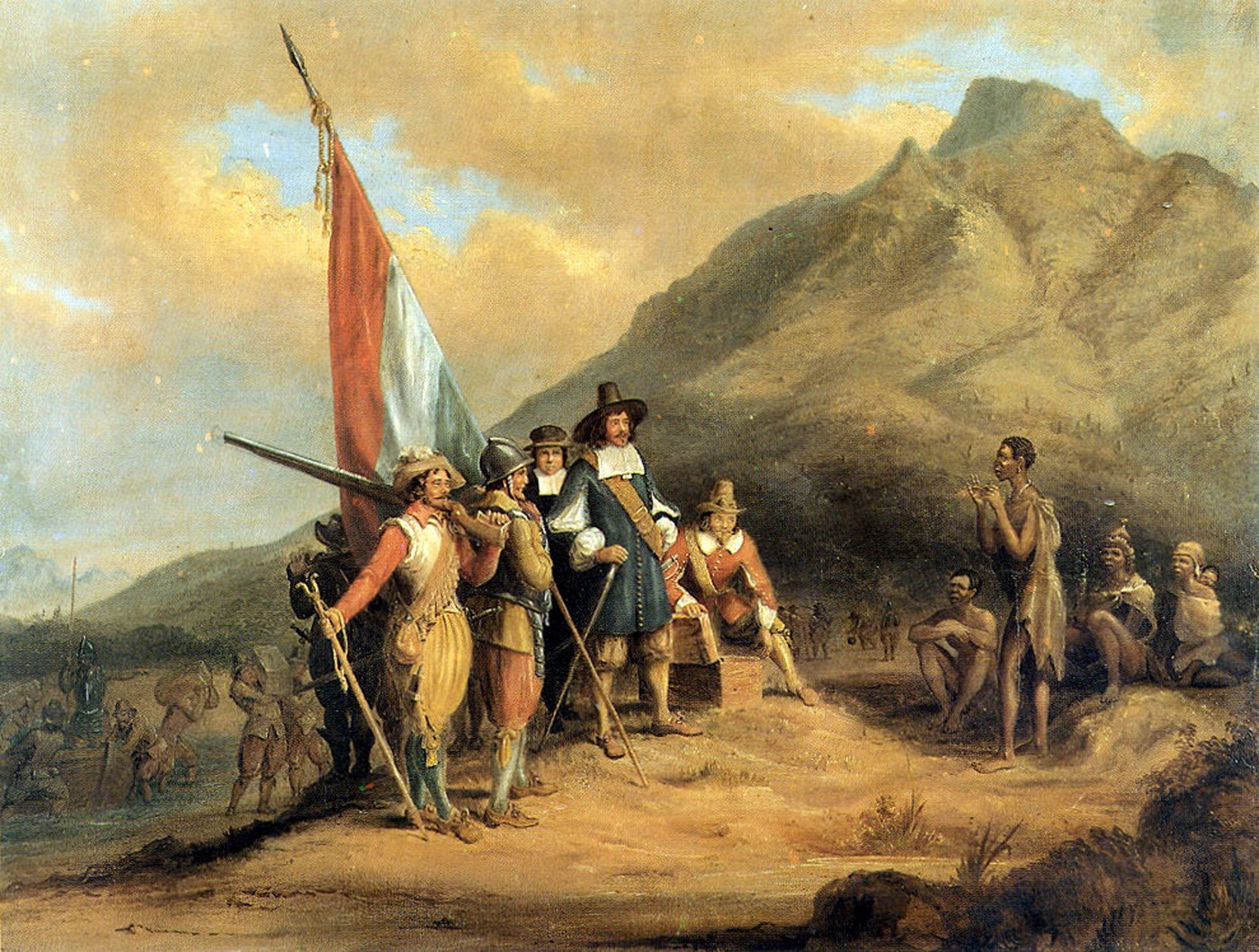
De aankomst van Van Riebeeck aan de Kaap

Het jaar 1652 is het 52e jaar in de 17e eeuw volgens de christelijke jaartelling.

## Gebeurtenissen
januari
- De Duitse Academie van Wetenschappen Leopoldina wordt gesticht in Schweinfurt onder de naam Academia Naturae Curiosorum.

april
- 6 - Jan van Riebeeck, officier in dienst van de VOC sticht een verversingsstation op de Kaap de Goede Hoop en legt daarmee de fundamenten van de Kaapkolonie.
- 7 - De Franse maarschalk Hocquincourt verliest de Slag bij Bléneau van de afvallige prins van Condé.

mei
- 29 - Met de Slag bij Dover (Battle of Goodwin Sands) begint de Eerste Engelse Oorlog.

juli
- 7 - Het stadhuis van Amsterdam wordt door brand verwoest. Een nieuw stadhuis is echter reeds in aanbouw.
- 10 - De Engelsen verklaren officieel de oorlog aan de Republiek der Verenigde Nederlanden.
- 14 - De afgetreden raadspensionaris Jacob Cats neemt zijn nieuwgebouwde buiten Huize Sorghvliet in gebruik.
- 15 - Een jaar na de overstroming is de Watergraafsmeer weer geheel droog. Er trekt een feestelijke optocht door de polder om dit te vieren.

oktober
- 8 - Nog een Nederlands verlies in de Slag bij de Hoofden (Battle of Kentish Knock).

november
- 9 - Grote brand in het blokhuis van Leeuwarden. De stad ontsnapt aan een ramp, aangezien vlakbij een buskruitschip ligt.
- 21 - Keizer Ferdinand III verheft graaf Johan Frans Desideratus van Nassau-Siegen in de rijksvorstenstand.
- 25 - Keizer Ferdinand III verheft de graven Johan Maurits van Nassau-Siegen, Lodewijk Hendrik van Nassau-Dillenburg en Willem Frederik van Nassau-Diez in de rijksvorstenstand.

december
- 9 - Een vloot onder Maarten Tromp wint de Slag bij de Singels (Battle of Dungeness).

Zonder datum
- Filips IV van Spanje herovert Barcelona.

## Beeldende kunst

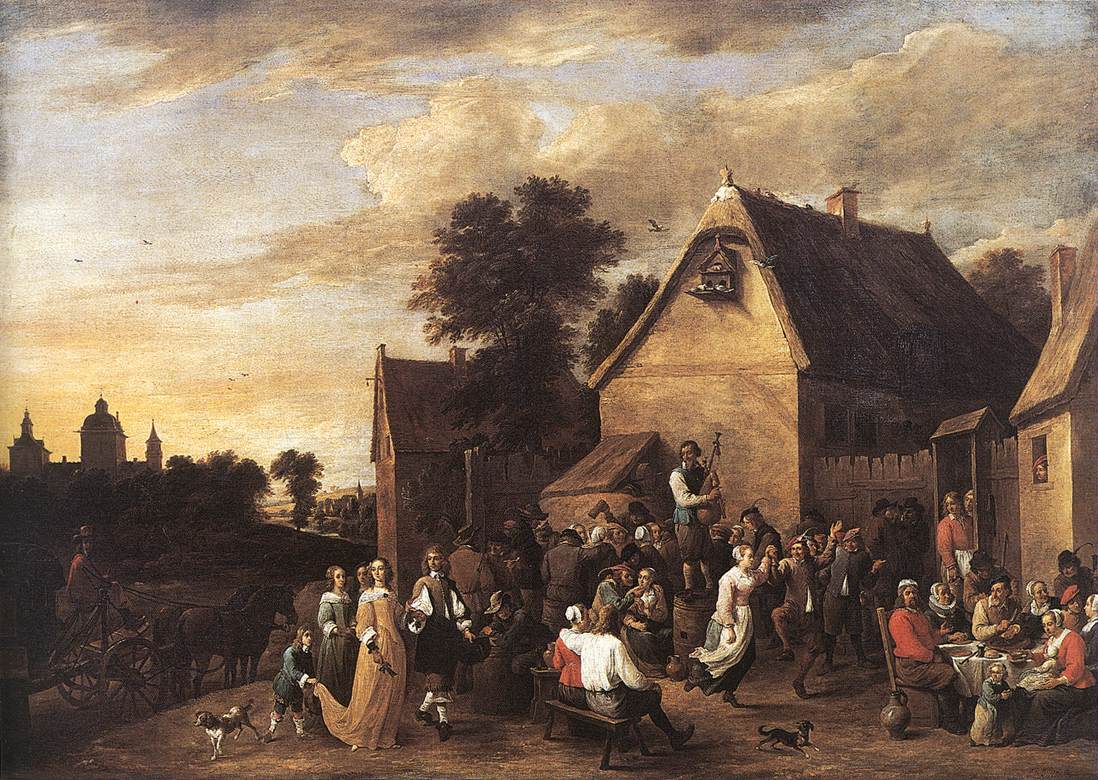
Vlaamse kermis (1652) David Teniers (II), Koninklijke Musea voor Schone Kunsten van België, Brussel
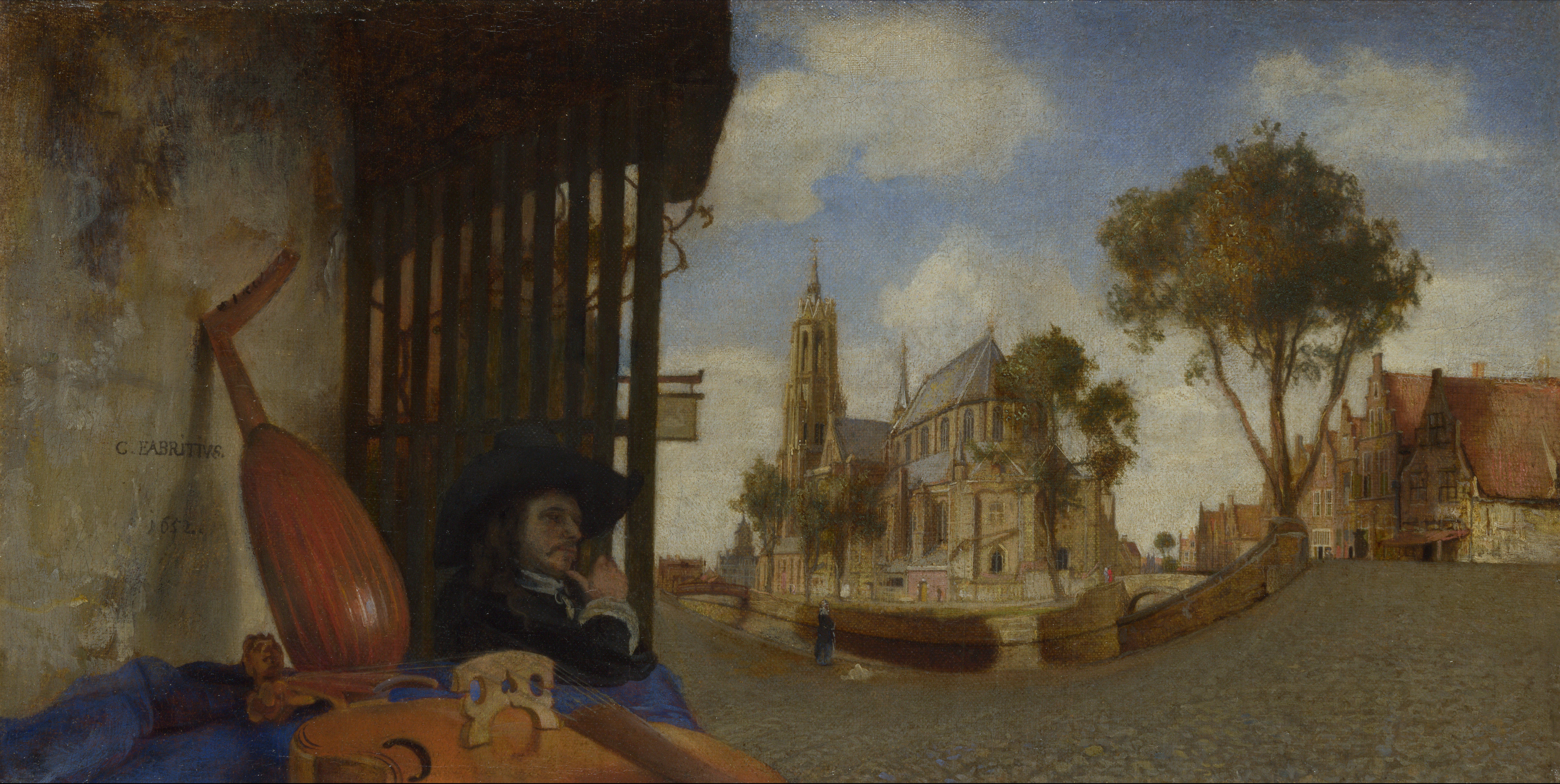
Zicht op Delft (1652) Carel Fabritius, National Gallery, Londen
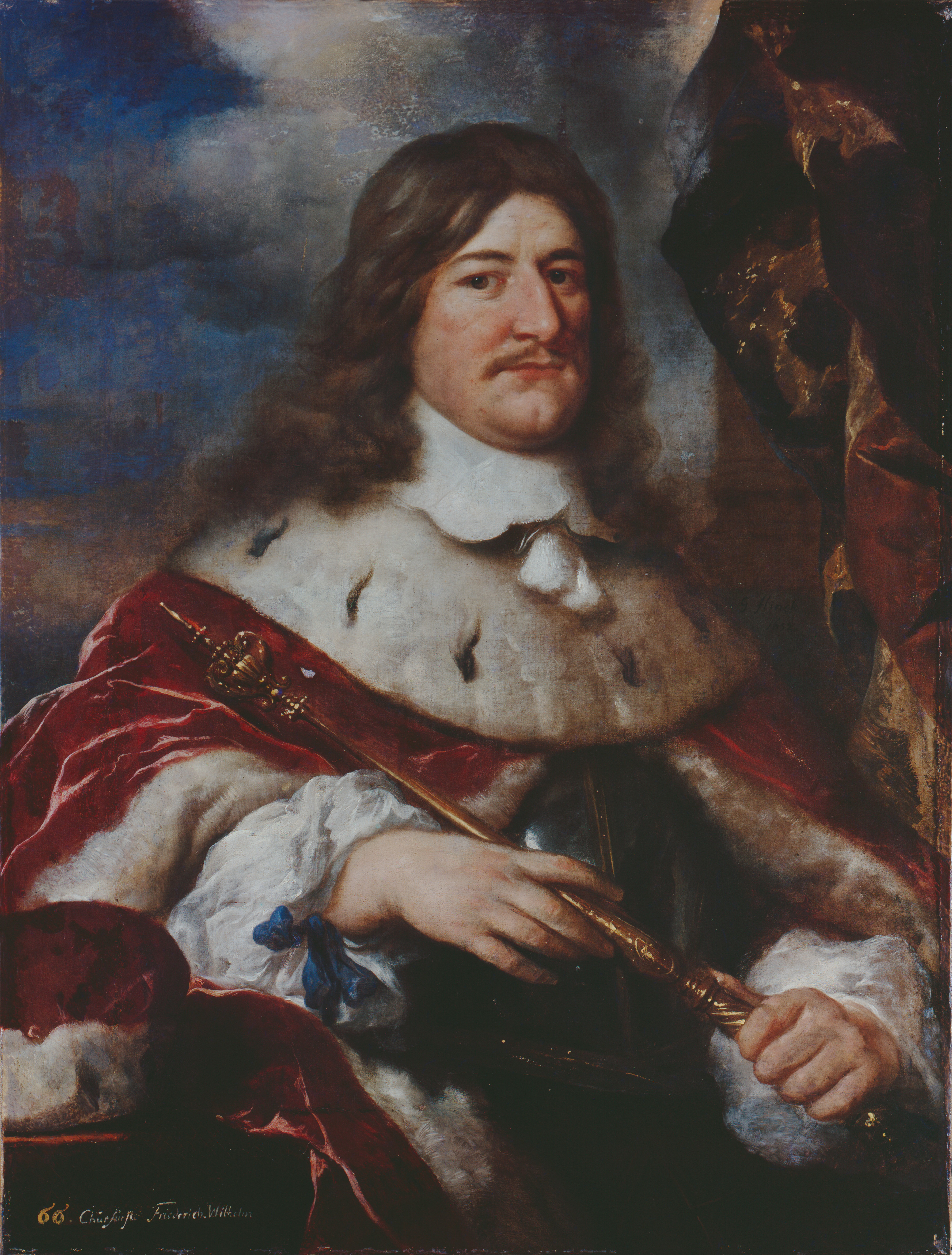
De grote keurvorst (1652) Govert Flinck

## Bouwkunst

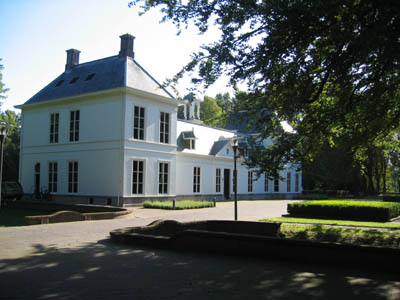
Catshuis (1652)
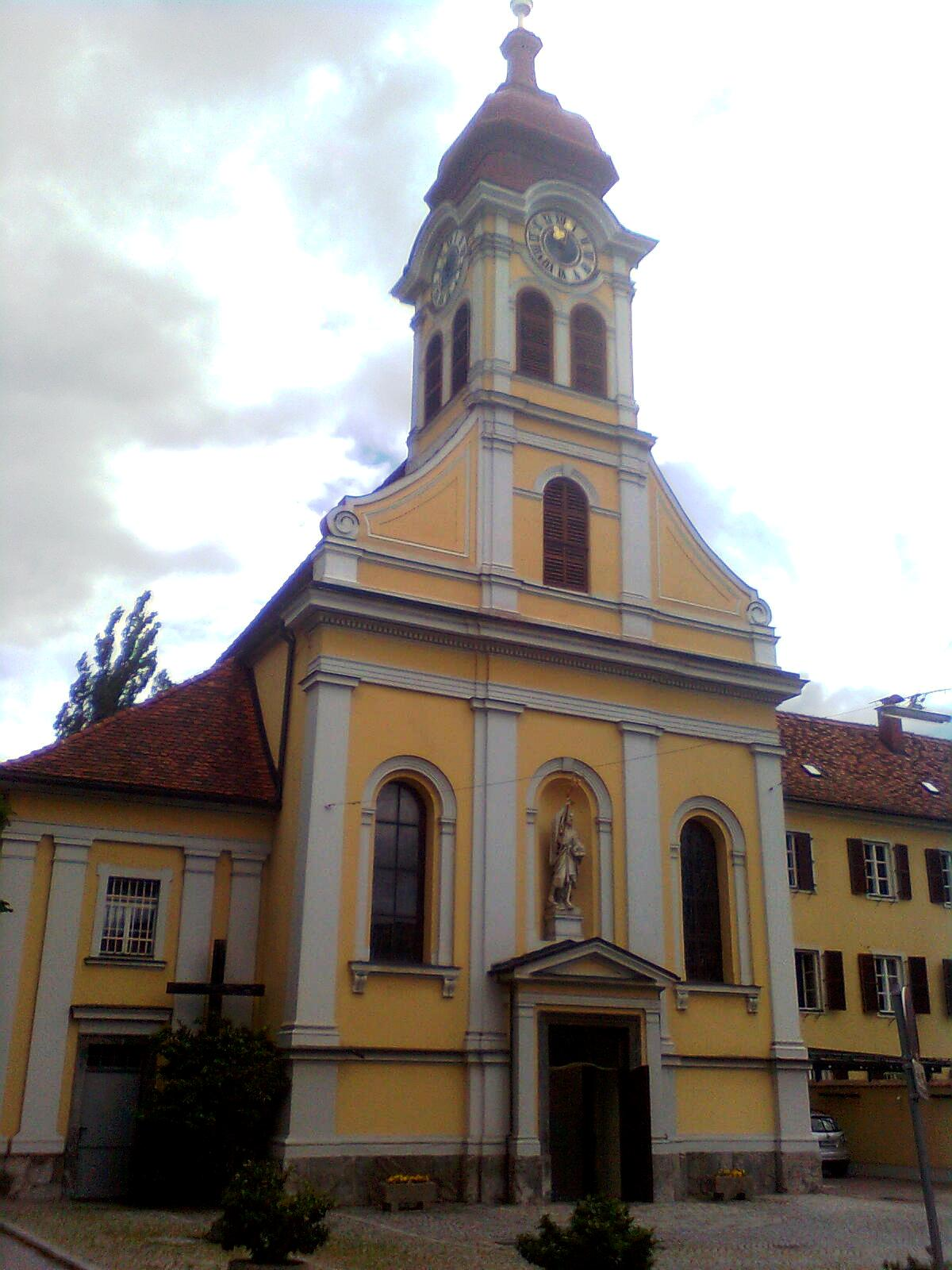
Grabenkirche Graz, Oostenrijk (1652)

## Overleden
februari
- 7 - Gregorio Allegri (70), Romeins priester en componist

mei
- 11 mei - Eva Ment (46), VOC-gouverneursvrouw (van J.P. Coen)

juni
- 21 - Inigo Jones (78), Engels architect

september
- 25 - Johan Sickinghe (~76), Nederlands landedelman en bestuurder

november
- 7 - Hendrik van Nassau-Siegen (41), Duits graaf, officier en diplomaat in Staatse dienst, gouverneur van Hulst

datum onbekend
- José de Ribera, Spaans/Italiaans kunstschilder
- Felipe de Magelhães, Portugees componist